# 技术频道
技术频道（俄语：Технический канал）是莫斯科的一个电视频道（图像载波：175.25MHz）。该频道的编辑部和工作室位于奥斯坦金诺电视中心。

## 历史

### 苏联中央电视台第六套节目（1980年~1991年）
第六套节目的节目信号在1980年在莫斯科莫斯科州出现。最初，它使用一台一百瓦发射机，并作民防警报服务用途 。
在1980年莫斯科奥运会期间、 1984年“竞争”比赛期间和1986年友好运动会期间在莫斯科和莫斯科地区以技术频道名义播出。在经济改革期间，电视频道亦转播汉城奥运会、温布尔登网球锦标赛和法国网球公开赛。这些内容是在没有评论员的情况下完整播出 。截至1990年代初，第六频道是莫斯科所有电视频道中的最后一个自由频率。

### 技术频道（1991年~1993 年）
1991年12月27日，该频道因苏联解体和全联盟国家电视广播公司重组为奥斯坦金诺电视广播公司而更名为“技术频道”，但仍隶属于政府。
技术频道于1993年1月1日永久停播。1992年，北冕座电视台（1993年正式开播）获得第六频道牌照。不久之后，电视频道TV-6亦获准使用此频道。1993年至1994年间，两套节目共频播出：TV-6在早上与晚上播出，北冕座电视台在下午播出。 1994年7月，TV-6完全控制第六频道，北冕座电视台停止营运。